# Arshad Chaudhry
Arshad Chaudhry, född 10 april 1950 i Faisalabad i Punjab, död 11 juni 2015 i Lahore, var en pakistansk landhockeyspelare.
Han tog OS-brons i herrarnas landhockeyturnering i samband med de olympiska sommarspelen 1976 i Montréal.